# Harold Lane (homme politique canadien)
Pour les articles homonymes, voir Harold Lane et Lane.
Harold William Lane (né en 1945) est un homme politique provincial canadien de la Saskatchewan. Il représente la circonscription de Saskatoon Sutherland à titre de député du Parti progressiste-conservateur de la Saskatchewan de 1977 à 1978.
Élu lors de l'élection partielle organisée à la suite de la mort de la députée Evelyn Edwards en 1977, il est défait lors de sa tentative de réélection lors de l'élection générale de 1978.